# Infinite (album Deep Purple)
Infinite (zapis stylizowany: inFinite) – dwudziesty album studyjny brytyjskiej grupy rockowej Deep Purple, który ukazał się 7 kwietnia 2017 roku. Materiał na płytę nagrywany był w 2016 roku. Zawiera 10 nowych kompozycji, a płytę promuje utwór otwierający album, „Time for Bedlam”. Wydawcą albumu jest wytwórnia earMusic. Bob Ezrin jest producentem tego albumu. Płyta zapowiada trasę koncertową The Long Goodbye Tour.
W Polsce nagrania uzyskały certyfikat złotej płyty.
Album nagrany został w składzie: Ian Gillan, Ian Paice, Roger Glover, Don Airey i Steve Morse.

## Lista utworów
1. „Time for Bedlam”
2. „Hip Boots”
3. „All I've Got Is You”
4. „One Night in Vegas”
5. „Get Me Outta Here”
6. „The Surprising”
7. „Johnny's Band”
8. „On Top of the World”
9. „Birds of Prey”
10. „Roadhouse Blues”